# D-Sides
Albums de Gorillaz
Feel Good Inc. EP
(2005) Plastic Beach
(2010)
D-Sides est un coffret de 2 CD du groupe de musique virtuel anglais Gorillaz sorti en 2007. Il regroupe des "faces B" de précédents singles, des remixes et des titres bonus essentiellement issus de leur 2e album studio, Demon Days, sorti en 2005 mais aussi des chansons jamais sorties et enregistrées durant l'enregistrement de l'album. L'album sortit le 19 novembre 2007 en Angleterre ainsi que le 20 novembre de la même année aux Etats-Unis et fut disponible en édition standard ainsi qu'en édition limitée, cette dernière contenant deux titres bonus ainsi que le clip vidéo de Rock It. En termes de succès dans les charts, D-Sides connut un destin similaire à son prédécesseur, G-Sides, sorti en 2002, en arrivant à la 63ème place des charts anglais et à la 166ème place du Billboard 200.

## Background
C'est dans une interview réalisée à l'été 2006 pour Verbicide Magazine que la possibilité d'un nouvel album similaire à G-Sides est évoquée. Dans l'interview, le journaliste Nate Pollard demande aux 4 personnages virtuels si un nouvel album de remix pourrait être produit pour Demon Days, comme ce fut le cas auparavant pour Gorillaz (avec G-Sides et le Laika Come Home des Spacemonkeyz). Noodle (qui, dans le background du groupe virtuel, a entièrement créé Demon Days) répond qu'il y a une forte possibilité pour que cela arrive et qu'il y a même une chance que les Spacemonkeyz soient à nouveau impliqués. La question d'un nouvel album de faces B est posée plus tard dans la même interview et à nouveau, les personnages restent sur leurs positions, à savoir que cela est tout à fait envisageable. 
C'est en janvier 2007 que des sites Internet commencent à parler d'une probable date de sortie en mars 2007 pour un second album de faces B de Gorillaz. L'un des sites, musictap.net, repoussera un peu plus tard cette date au 3 avril. Selon le site Gorillaz-Unofficial, la réaction des vrais membres du groupe fut que pour eux, cette date de sortie n'était qu'une rumeur. Le 29 août, le même site reporte à nouveau l'information que l'album de faces B se nommerait D-Sides et sortirait le 20 novembre. Le 18 septembre 2007, le fansite officiel de Gorillaz confirme la sortie de l'album et dévoile également la tracklist et l'artwork de l'album. D-Sides sortit le 19 novembre en Angleterre ainsi qu'aux Etats-Unis le lendemain.
Au niveau du background du groupe fictif, il n'y a pas énormément d'anecdotes ou de contexte nous permettant d'avancer dans l'histoire des 4 personnages virtuels. Toutefois, cela ne veut pas dire qu'il n'y en a pas du tout. En effet, selon la chronologie réalisée par le webzine Magic RPM et retraçant tout ce qui est arrivé au groupe de 2006 à 2010, D-Sides sort environ 1 an et 1 mois après l'autobiographie des personnages Rise of the Ogre, plus d'un an après l'ultime concert de la Phase 2, donné à l'Apollo de New York, et la seconde séparation du groupe. Le bassiste virtuel Murdoc Niccals partit ensuite en novembre 2006 pour un grand voyage autour du monde. Sauf qu'il finit fauché et que les différentes initiatives qu'il tente pour gagner de l'argent échouent. En avril 2007, il s'oriente vers le trafic d'armes et cette initiative commence à lui rapporter bien plus... jusqu'à ce qu'un groupe de pirates de l'air underground, les Black Clouds, se lance à ses trousses. Ces Black Clouds deviendront les ennemis principaux du bassiste et, par extension, de Gorillaz durant toute l'ère Escape to Plastic Beach. Murdoc se lança ensuite à la recherche de Noodle pour reformer Gorillaz, dans le but de régler ses dettes. Ses recherches le mèneront jusqu'à un passage en Enfer, où il s'aventure et reste pendant plusieurs mois (il s'avérera qu'il ne trouvera personne). C'est en novembre 2007 qu'il revient de l'Enfer pour liquider les Kong Studios. Ce même mois, justement, voit la sortie de D-Sides.    

## Titres
Toutes les chansons furent écrites et composées par Gorillaz.

### CD 1
1. 68 State
2. People
3. Hongkongaton
4. We Are Happy Landfill
5. Hong Kong
6. Highway (Under Construction)
7. Rockit
8. Bill Murray
9. The Swagga
10. Murdoc Is God
11. Spitting Out The Demons
12. Don't Get Lost In Heaven (Original Demo Version)
13. Stop The Dams

### Edition deluxe japonaise
- Samba At 13
- Film Trailer Music
- Rock It (clip)

### CD 2
1. DARE (DFA Remix)
2. Feel Good Inc (Stanton Warriors Remix)
3. Kids With Guns (Jamie T's Turns To Monsters Mix)
4. DARE (Soulwax Remix)
5. Kids With Guns (Hot Chip Remix)
6. El Mañana (Metronomy Remix)
7. DARE (Junior Sanchez Remix)
8. Dirty Harry (Schtung Chinese New Year Remix)
9. Kids With Guns (Quiet Village Remix)

## Origines des chansons
- 68 State, Bill Murray, Spitting Out The Demons et Murdoc Is God (seulement au Japon pour cette dernière) sont les faces B du single Feel Good Inc.
- People, Highway (Under Construction), Samba At 13 et DARE (Soulwax Remix) sont les faces B du single DARE
- Hongkongaton et Murdoc Is God sont les faces B du single Dirty Harry
- We Are Happy Landfill était uniquement disponible en tant que piste additionnelle téléchargeable dans l'édition limitée de Demon Days
- Hong Kong sortit d'abord en 2004, sur la compilation Help ! A Day In The Life, avant d'être réenregistrée pour D-Sides
- Rockit fut la première chanson sortie pendant la Phase 2. Elle sortit en 2004 et eut même droit à un clip vidéo pour annoncer Demon Days. A ce jour, ce fut la seule face B de Gorillaz à avoir eu un clip vidéo.
- La quasi-totalité des remix présents sur le second disque de D-Sides (sauf le remix de DARE fait par Soulwax) furent d'abord disponibles pour la promotion de Demon Days.
- The Swagga est uniquement trouvable dans le DVD de l'édition limitée de Demon Days.
- Comme son nom l'indique, Don't Get Lost In Heaven (Original Demo Version) est la démo du morceau éponyme présent sur l'album Demon Days. Cette démo et le morceau original Stop The Dams sont les faces B de la double face A Kids with Guns / El Mañana.